# Гейм (рапър)
Джейсън Тейлър, известен повече като Game (или The Game), е американски рапър, роден на 29 ноември 1979 г. в родното място на Генгста рапа – Комптън, Калифорния. Присъединява се към изтока докато засвидетелства почитта си към Генгста рапа на 80-те – NWA. The Game е бивш гангстер, който става рапър, след като е прострелян 5 пъти и е на косъм от смъртта. Забелязан е от легендата на хип-хопа Доктор Дре, и работи с него над своята касета „You Know What It Is“ през 2002 г. През 2003 г. подписва договор с „Aftermath Entertainment“ и става популярен с дебютния си албум „The Documentary“ (2005), а по-късно през 2006 г. с албума „Doctor's Advocate“. Първият му албум се продава в повече от 5 милиона копия по света. Известен е в своя роден град Лос Анджелис, където членува в гангстерската банда Bloods.

## Начало на кариерата
През 2004 г. Доктор Дре открива таланта на бъдещата звезда и двамата записват няколко дуета заедно. Той остава учуден от таланта на Играта, но поради много ангажименти със Еминем и неговия албум Encore, Дре не може да обърне много внимание на Играта. Това го кара да помоли 50 Cent да помогне на Играта, като го приеме в лейбъла си G-Unit. След известно време, 50 Cent обявява официално, че Играта е част от G-Unit. Двамата записват няколко хита като Westside story, How we do, Hate it or Love it.

## Войната срещу G-Unit
Заради враждата си с Fat Joe, Ja Rule и Jadakiss, 50 cent кара Играта да ги мрази и да прави песни против тях (т.нар. Diss-ове), но Играта категорично отказва, и дори започва да се сприятелява с неговите врагове. Това води до започването на враждата между двете звезди, The Game и 50 Cent. Това кара Играта да напусне G-Unit. Играта на няколко пъти е казвал, че проблемите по между им са започнали преди дебютния му албум. Нещата загрубяват, когато той и 50 Cent имат престрелка в Ню Йорк, извън радио станцията „Hot 97“. Eдин е ранен, обвинения няма, а по-късно в интервю през 2013 Играта разкрива, че той пръв посегнал през онзи ден.

## Дискография
- The Documentary (2005)
- Doctor's Advocate (2006)
- LAX (2008)
- The R.E.D. Album (2011)
- Jesus Piece (2012)
- Blood Moon: Year of the Wolf (2014)
- The Documentary 2 (2015)

1. ↑  135408016 //  Колективен нормативен архив.   Посетен на 17 октомври 2023 г. (на немски)